# Лето Атрід
Лето Атрід (англ. Leto Atreides, [ˈleɪtoʊ əˈtreɪdiːz]) також відомий як Лето I Атрід (англ. Leto I Atreides) — вигаданий персонаж всесвіту «Дюни», створений Френком Гербертом. Він є герцогом дому Атрідів і батьком Пола Атріда. Представлений у романі Френка Герберта «Дюна» 1965 року, а пізніше головний персонаж приквел-трилогії Прелюдія до Дюни (1999—2001) Браяна Герберта і Кевіна Джеймс Андерсона. За словами Браяна Герберта, сина і біографа Френка Герберта, дім Атрідів був заснований на героїчному, але нещасливому грецькому міфологічному домі Атрея.
Лето зображений Юргеном Прохновим у фільмі Девіда Лінча «Дюна» 1984 року. Вільям Герт зіграв цього персонажа у мінісеріалі «Дюна» 2000 року. Лето буде зображений Оскаром Айзеком у фільмі Дені Вільнева «Дюна» 2020 року.

## Біографія
Син герцога Поулуса Атріда та леді Гелени. Після загибелі батька успадкував планету Каладан і герцогський титул. Від зв'язку з Кайлеєю Верніус, дочкою графа Домініка Верніуса, у нього народився син Віктор, загиблий в результаті спроби замаху Кайлеї на Лето. Пізніше Лето перебував у багаторічних стосунках зі своєю наложницею леді Джесікою з ордена Бене Ґессеріт, з яких народився Пол і Алія. За наказом Падишах-імператора Шаддама IV прийняв в ленне володіння пустельну планету Арракіс, де загинув в результаті зради. Його останки спочивають в «Усипальниці голови Лето» на Арракісі.

## Адаптації
1. Лето зображений Юргеном Прохновим у фільмі Девіда Лінча «Дюна» 1984 року[3].
2. Вільям Герт зіграв цього персонажа у мінісеріалі «Дюна» 2000 року[4]. Герт був першим актором, який був приєднався до касту адаптації 2000 року. Як шанувальник цього роману, він сказав газеті «Нью-Йорк Таймс»: «Я був наркоманом наукової фантастики … [Режисер Джон Гаррісон] зафіксував пророчі роздуми Герберта про нашу власну епоху, коли національні держави конкурують з новою глобальною економікою та її корпоративними елементами.»[4]
  - Еммет Ашер-Перрін з «Tor.com» пише, що Герт «приносить якийсь стриманий спокій, який личить персонажу.»[5]
3. Зображений Оскаром Айзеком у фільмі Дені Вільнева «Дюна» 2021 року[6].